# Acción de Cheste
La acción de Cheste fue un enfrentamiento entre las tropas isabelinas y las carlistas que tuvo lugar el 2 de diciembre de 1838 en las cercanías de Cheste. Fue parte de la campaña del Maestrazgo durante la Primera Guerra Carlista y resultó en la concesión de sendas corbatas de la Orden militar de San Fernando a los dos escuadrones isabelinos que cargaron contra los carlistas.
En noviembre de 1838 las fuerzas carlistas que operaban en el Maestrazgo, al mando del general Cabrera, organizaron dos expediciones, el mismo Cabrera al mando de una para recorrer las riberas del Ebro, del Jiloca y del Jalón, mientras que mandó a otros jefes de partidas carlistas a recorrer las vegas del Mijares, del Turia y del Júcar. Las partidas carlistas invadieron y asolaron los pueblos en su camino, acumulando víveres, armas y materiales con los que reabastecer a sus compañeros en el Maestrazgo. Los carlistas fueron perseguidos por las fuerzas isabelinas y el coronel isabelino Juan de la Pezuela recibió órdenes de atacar la partida mandada por Domingo Forcadell, que portaba un cuantioso botín. Los escuadrones de caballería al mando de Pezuela encontraron a la partida carlista el 2 de diciembre en las cercanías de Cheste y dos de los escuadrones, con Pezuela al frente, cargaron valientemente contra el enemigo, destruyendo su retaguardia, aunque el resto de los carlistas logró huir con la mayoría de su botín. La batalla costó a los carlistas unos 400 muertos en combate y unos 200 caídos prisioneros. Los dos escuadrones isabelinos, el primero del 4.º ligero –que luego se llamaría «España»– y otro del 2.º ligero –luego llamado «Pavía»– recibieron posteriormente sendas corbatas de la Orden militar de San Fernando para adornar sus estandartes por su comportamiento en esta acción. Por su parte, Juan de la Pezuela. después de una ilustre carrera militar, literaria y política, fue creado en 1864 conde de Cheste, grande de España.
El convoy con el botín liderado por Forcadell fue atacado de nuevo el 6 diciembre, perdiendo dos mil cabezas de ganado y otros víveres, municiones y efectos. En represalia por la previa ejecución de prisioneros por los carlistas, el general isabelino Antonio Van Halen ordenó la ejecución de los prisioneros capturados en Cheste. Los más jóvenes, los heridos, los enfermos y los más ancianos se salvaron de la ejecución, pero sesenta y seis carlistas fueron ejecutados, pese a la oposición de otros mandos isabelinos.